# Từ tân thế giới
Từ tân thế giới (Nhật: 新世界より Hepburn: Shin Sekai Yori) là một tiểu thuyết Nhật Bản của tác giả Kishi Yusuke, được Kodansha xuất bản lần đầu vào năm 2008. Nhan đề của tác phẩm được đặt theo tên bản Giao hưởng số 9 của Antonín Dvořák.
Manga chuyển thể từ tiểu thuyết đã được đăng từng số trên tạp chí Bessatsu Shōnen Magazine của Kodansha từ tháng 5 năm 2012 đến tháng 6 năm 2014. Phiên bản anime do studio A-1 Pictures thực hiện được phát sóng ở Nhật Bản từ tháng 10 năm 2012 đến tháng 3 năm 2013.
Ở Bắc Mỹ, phiên bản manga được cấp phép bởi Vertical (bản thân Vertical là ấn hiệu của Kodansha USA), còn anime thì do Sentai Filmworks cấp phép.
Từ tân thế giới đã nhận Giải thưởng Nihon SF Taisho lần thứ 29 vào năm 2008.

## Cốt truyện

### Bối cảnh
Vào năm 3013 sau Công nguyên, 1.000 năm sau thời hiện đại, có khoảng 0,3% dân số sở hữu năng lực tâm linh được gọi là "Cantus". Vào thời điểm mà nhân loại bắt đầu có khả năng sử dụng sức mạnh này, nhiều người đã lợi dụng Cantus để tiến hành các hành động bạo lực và tội phạm. Việc sử dụng sức mạnh này dù vô tình hay hữu ý cũng đã làm thay đổi thế giới động vật và cả môi trường sống. Hệ quả kéo theo là sự đổ vỡ của xã hội hiện đại cùng với một cuộc đại chiến thế giới đã làm dân số loài người suy giảm khủng khiếp. Sau thời kỳ sụp đổ, nhân loại bước vào thời kỳ cai trị bằng chế độ phong kiến và áp bức, nhưng chúng cũng không tồn tại được lâu do sự nổi dậy của những cá nhân có sức mạnh tâm linh. Cuối cùng, nhân loại cũng có thể thiết lập nên một xã hội ổn định nhờ một loại năng lực tâm linh có thể kiểm soát sức mạnh của họ dựa trên cơ chế biến đổi gen và điều kiện hóa xã hội. Nhân loại tự khiến chính họ không thể sử dụng vũ lực để gây hấn lẫn nhau bằng cách cấy mã gen kiềm hãm ai có ý định sử dụng năng lực tâm linh nhằm tấn công người khác. Nếu một ai đó giết người bằng siêu năng lực thì cơ chế Death Feedback (tạm dịch: Phản hồi với cái chết) sẽ kích hoạt khiến nội tạng kẻ sát nhân ngừng hoạt động và chết ngay lập tức. Nhiều ngôi làng cũng sử dụng động vật biến đổi gen cho những mục đích khác nhau. Họ tạo ra sinh vật có hình dáng như loài chuột chũi là Bakenezumi có thể nói tiếng người và sống trong một eusocial do nữ hoàng cai trị. Ngoài ra, còn có một loài mèo gọi là Fujō Neko được sử dụng để giết những đứa trẻ có nguy cơ mắc một trong 2 chứng rối loạn nguy hiểm. Một là Gōma, những người mắc hội chứng này không thể kiểm soát được sức mạnh của mình. Hai là Akki, những ai mắc hội chứng này có thể kháng được cơ chế kiềm hãm tấn công và Death Feedback.

## Nhân vật

### Nhân vật chính
Saki Watanabe (渡辺 早季 Watanabe Saki)
Lồng tiếng bởi: Risa Taneda (12, 14 & 26 tuổi), Aya Endo (người dẫn chuyện, 36 tuổi) (tiếng Nhật), Emily Neves (tiếng Việt)

Satoru Asahina (朝比奈 覚 Asahina Satoru)
Lồng tiếng bởi: Kanako Tōjō (12 tuổi), Yūki Kaji (14, 26 & 36 tuổi) (tiếng Nhật), Greg Ayres (tiếng Việt)

Shun Aonuma (青沼 瞬 Aonuma Shun)
Lồng tiếng bởi: Mai Tōdō (12 tuổi), Ayumu Murase (14 tuổi) (tiếng Nhật), Clint Bickham (tiếng Việt)

Maria Akizuki (秋月 真理亜 Akizuki Maria)
Lồng tiếng bởi: Kana Hanazawa (tiếng Nhật), Monica Rial (tiếng Việt)

Mamoru Itō (伊東 守 Itō Mamoru)
Lồng tiếng bởi: Haruka Kudō (12 tuổi), Motoki Takagi (14 tuổi) (tiếng Nhật), Blake Shepard (tiếng Việt)

### Con người
Tomiko Asahina (朝比奈 富子 Asahina Tomiko)
Lồng tiếng bởi: Yoshiko Sakakibara (tiếng Nhật), Allison Sumrall (tiếng Việt)

Shisei Kaburagi (鏑木 肆星 Kaburagi Shisei)
Lồng tiếng bởi: Takanori Hoshino (tiếng Nhật), David Matranga (tiếng Việt)

Hiromi Torigai (鳥飼 宏美 Torigai Hiromi)
Lồng tiếng bởi: Yuri Amano (tiếng Nhật), Luci Christian (tiếng Việt)

Masayo Komatsuzaki (小松崎 昌代 Komatsuzaki Masayo)
Lồng tiếng bởi: Kaori Yamagata (tiếng Nhật), Nancy Novotny (tiếng Việt)

Koufuu Hino (日野 光風 Hino Kōfū)
Lồng tiếng bởi: Kishō Taniyama (tiếng Nhật), Rob Mungle (tiếng Việt)

Mizuho Watanabe (渡辺 瑞穂 Watanabe Mizuho)
Lồng tiếng bởi: Miki Itō (tiếng Nhật), Carli Mosier (tiếng Việt)

Takashi Sugiura (杉浦 敬 Sugiura Takashi)
Lồng tiếng bởi: Hiroki Touchi (tiếng Nhật), David Wald (tiếng Việt)

Inui (乾 Inui)
Lồng tiếng bởi: Kōsuke Toriumi (tiếng Nhật), Andrew Love (tiếng Việt)

Mushin (無瞋 Mushin)
Lồng tiếng bởi: Tamio Ōki (tiếng Nhật), Carl Masterson (tiếng Việt)

Rijin (離塵 Rijin)
Lồng tiếng bởi: Tomokazu Sugita (tiếng Nhật), Leraldo Anzaldua (tiếng Việt)

Reiko Amano (天野 麗子 Amano Reiko)
Lồng tiếng bởi: Yui Horie (tiếng Nhật), Brittney Karbowski (tiếng Việt)

### Bakenezumi
Squealer (スクィーラ Sukwīra) Yakomaru (野狐丸 Yakomaru)
Lồng tiếng bởi: Daisuke Namikawa (tiếng Nhật), John Kaiser (tiếng Việt)

Kiroumaru (奇狼丸 Kirōmaru)
Lồng tiếng bởi: Hiroaki Hirata (tiếng Nhật), David Wald (tiếng Việt)

Squnk (スクォンク Sukwonku)
Lồng tiếng bởi: Kanehira Yamamoto (tiếng Nhật), John Swasey (tiếng Việt)